# Димитър Василев (политик)
Вижте пояснителната страница за други личности с името Димитър Василев.
Димитър Василев Иванов е български инженер и политик, министър на обществените сгради, пътищата и благоустройството през 1939-1944 година. Осъден е на смърт от т.нар. Народен съд, действал в противоречие на Търновската конституция и екзекутиран на 1 февруари 1945 г.

## Биография
Димитър Василев е роден през 1889 година в Шумен. Завършва педагогическото училище в града, а през 1915 година — технически науки в Мюнхен. В периода 1928-1939 е директор на водоснабдяване Шумен, Провадия, Преслав, Враца, Фердинанд, Видин, Свищов.
От 1939 до 1944 е министър на обществените сгради, пътищата и благоустройството в четвъртото правителство на Георги Кьосеиванов, първото и второто правителство на Богдан Филов и правителството на Добри Божилов.
След Деветосептемврийския преврат от 1944 година Василев е осъден от т.нар. Народен съд на смърт, глоба 5 милиона лева и конфискация на имуществото. На 26 август 1996 година присъдата е отменена с Решение №172 на Върховния съд.
Димитър Василев е разстрелян на 1 февруари 1945 година в София.